# Audit účetních výkazů
Audit účetních výkazů, nebo také finanční audit, je nezávislé ověření účetních výkazů auditorem v míře dostatečné k vyslovení názoru, zda předložené účetní výkazy účetní jednotky jsou pravdivé a věrné a zda jsou v souladu s odpovídajícími předpisy. Auditor vyjádří svůj názor na účetní výkazy prostřednictvím vyjádření výroku v auditorské zprávě. Cílem auditu je zvýšení věrohodnosti účetních informací společností, které zveřejňují účetní závěrku. Odvozeným cílem auditu je působení proti vzniku chyb a podvodů.
Pokud se jedná o ověření účetních výkazů sestavených podle národních (českých) účetních standardů (tzv. účetní závěrky) hovoříme o auditu účetní závěrky nebo také o zákonném či statutární auditu.

## Auditorská zpráva a výrok auditora
| Míra nesouhlasu (nejistoty) auditora | Nevýznamný(á)    | Významný(á), ale nikoliv zásadní | Zásadní          |
| ------------------------------------ | ---------------- | -------------------------------- | ---------------- |
| Nesouhlas                            | Výrok bez výhrad | Výrok s výhradou                 | Záporný výrok    |
| Nejistota                            | Výrok bez výhrad | Výrok s výhradou                 | Odmítnutí výroku |

Auditorská zpráva je standardizovaný, veřejně přístupný dokument, ve kterém auditor vyjadřuje svůj názor na správnost předložené účetní závěrky. Tento názor je vyjádřen prostřednictvím výroku, který je také standardizovaný a může nabýt jedné z následujících variant:
- výrok bez výhrad,
- výrok s výhradou,
- záporný výrok nebo
- odmítnutí výroku.

Výrok bez výhrad vyjádří auditor tehdy, pokud je přesvědčen, že vykazované skutečnosti jsou v souladu s realitou s přihlédnutím k zásadě významnosti.
Výrok s výhradou je vyjádřen tehdy, pokud auditor nesouhlasí s dílčím údajem (údaji) v účetní závěrce. V tomto případě se v auditorské zprávě popíše jakých skutečností se výhrada týká.
Záporný výrok vyjádří auditor tehdy, pokud je přesvědčen, že vykazované skutečnosti nejsou v souladu s realitou a účetní závěrka tedy nepodává věrný a poctivý obraz o výkonnosti a finanční situaci podniku.
Odmítnutí výroku vyjádří auditor tehdy, pokud nezískal (resp. nebylo mu umožněno získat) dostatečné informace k tomu, aby se o účetní závěrce mohl vyjádřit.
Pokud chce auditor upozornit společnost na dílčí nedostatky, učiní tak prostřednictvím dopisu nebo zprávy pro vedení společnosti. Tento dopis není veřejný a slouží pouze pro vnitřní potřebu auditovaného podniku.

## Proces auditu
Při vedení auditu je auditor povinen řídit se směrnicemi, které audit upravují. V České republice to jsou směrnice Komory auditorů České republiky. Z těchto směrnic vyplývá i postup při auditu. Ten se zpravidla dělí do následujících fází:
1. Plánování auditu
Plánování auditu závisí na tom, zda se jedná o nový či opakovaný audit a na charakteru účetní jednotky.
Plánování auditu zahrnuje získání základních informací o podniku a určení rizika nesprávnosti údajů v účetní závěrce.
Auditor musí určit (odhadnout) tzv. přirozené riziko (riziko vzniku chyby v účetních výkazech), kontrolní riziko (riziko, že chyba nebude odhalena vnitřním kontrolním systémem podniku) a zjišťovací riziko (riziko, že chyba nebude odhalena auditorem). Na základě těchto rizik, velikosti a charakteru podniku určí auditor rozsah testování a tzv. míru významnosti.
2. Testování
Testování zahrnuje dva druhy testů:
- Testy spolehlivosti a
- testy věcné správnosti.

Smyslem testů spolehlivosti je přesvědčit se, zda vnitřní kontrolní systém plní svoji funkci. Za testy věcné správnosti se považují takové testy zůstatků a operací, jejichž cílem je získat informace o úplnosti, správnosti a průkaznosti údajů obsažených v účetnictví a účetní závěrce.
3. Dokončení auditu
O auditu je auditor povinen vést tzv. spis auditora. V závěrečné fázi auditu se spis uzavře a vyhotoví se auditorská zpráva, případně dopis pro vedení společnosti.

## Povinnost ověření účetní závěrky podle české legislativy
Účetní závěrku povinně ověřenou auditorem musí mít akciové společnosti, které splnily alespoň jedno, a obchodní společnosti a družstva, které splnily aspoň dvě z následujících kritérií:
- bilanční suma převyšuje 40 milionů Kč
- roční úhrn čistého obratu převyšuje 80 milionů Kč
- průměrný přepočtený stav zaměstnanců činí více než 50.

## Historie
- Egypt – požadavek, aby o daňových příjmech referovali dva nezávislí úředníci
- Třetí století př. n. l. – kvestoři skládali účty před shromážděním – odtud pochází slovo audit (audite = poslouchat)
- Prusko 1806 – začalo vybírat důchodovou daň a postupem místo v naturální podobě ve formě peněžní – vznik významu daňové revize
- 1844 – první legislativní ustanovení o auditorech v zákoně o akciových společnostech
- 1856 – zakotveno v zákonech, že auditoři nemusejí být akcionáři, audit je dobrovolný
- 1900 – audit je právně vyžadován u a. s.
- 1917 – první úprava auditu v USA, cílem byla podpora jednotného účetního systému
- 1929 – se v Bulletinu objevila verifikace účetních výkazů

## Podstata a funkce auditu účetní jednotky
Auditor je specialista, který má na tuto činnost příslušné povolení. Jeho cílem je komplexně a nezávisle posoudit účetní závěrku , aby podávala věrný a pravdivý obraz o finanční a majetkové situaci účetní jednotky a jejím HV, tj. ověřit, zda je účetnictví vedeno úplně, průkazně a správně v souladu s účetními předpisy. Názor auditora neznamená potvrzení absolutní správnosti účetní závěrky, auditor pouze vyjadřuje svůj odborný vysoce kvalifikovaný názor.
Auditor ověřuje:
- zda je účetnictví vedeno úplně, průkazně a správně
- zda údaje v účetní závěrce, konsolidované účetní závěrce a ve výroční zprávě věrně zobrazují stav majetku a závazků, finanční situaci a výsledky hospodaření

Funkcí auditu není:
- potvrdit dodržování veškerých právních norem
- potvrdit bezchybnost účtování
- zjišťovat podvody
- potvrdit správnost daňového přiznání

Podnik má povinnost poskytnout auditorovi tyto podklady:
- účetní závěrku a výroční zprávu za předcházející účetní období
- účtový rozvrh
- účetní knihy (deník, hlavní knihu, knihy analytické evidence, obratovou předvahu…)
- vnitropodnikové směrnice
- statutární dokumenty (společenskou smlouvu, stanovy,…)
- daňové přiznání

Druhy auditu:
- statutární (zákonný): Provádí jej nezávislý auditor, je zaměřen na účetní závěrku
- vnitřní audit: provádí ho vnitřní orgány (představenstvo, dozorčí rada, management…) není změřen jen na účetní závěrku ale prakticky na celou činnost
- průběžný: provádí se během účetního období

## Auditorská profese v ČR
Je dána zákonem o auditorech č. 524/1992 Sb. O auditorech a komoře auditorů ČR a vyhláškou č. 63/89 Sb. O ověřovatelích (auditorech) a jejich činnosti.Dalším zákonem je 254/2000Sb., kvůli požadavkům kvality podle EU.
Auditorem může být fyzická osoba nebo právnická osoba, která je zapsána v seznamu auditorů vedených Komorou. Auditor musí mít uzavřenu smlouvu s klientem o provedení auditu. Auditor musí být pojištěn, aby zmírnil riziko, které by mohl způsobit svým špatným rozhodnutím.
Požadavky kladené na auditora, jsou vydány Komorou jako Etický kodex KA ČR a směrnice pro dohled nad činností auditorů, které mimo jiné obsahují:
- zachování etických pravidel při veškeré činnosti
- objektivitu auditora a jeho řádnou péči při výkonu činnosti
- odbornou kvalifikaci auditora a její udržování
- dodržování práva a auditorských směrnic
- mlčenlivost auditora o věcech zjištěných při výkonu činnosti
- nezávislost auditora
- omezení v dalších činnostech auditora
- způsoby propagace a získávání klientů
- vztahy k ostatním auditorům
- odměnu za práci

Komora auditorů je samosprávnou profesní organizací, sdružující všechny auditory a asistenty auditorů zapsané v seznamu a vedené Komorou. Má v kompetenci rozhodovat o věcech oprávnění k výkonu auditorské činnosti, prosazování a ochranu zájmů a potřeb svých členů.